# Nesowithius eburneus
Nesowithius eburneus är en spindeldjursart som beskrevs av Beier 1979. Nesowithius eburneus ingår i släktet Nesowithius och familjen Withiidae. Inga underarter finns listade i Catalogue of Life.